# Engelsnacht
Engelsnacht (engl. Originaltitel: Fallen) ist ein Jugendroman mit Fantasy- und Romance-Elementen aus dem Jahr 2009 von Lauren Kate. Das Buch erreichte Platz fünf auf der New-York-Times-Bestsellerliste. In dem Roman geht es um ein junges Mädchen namens Lucinda Price, genannt Luce, das auf das Sword-&-Cross-Internat in Savannah im Bundesstaat Georgia geschickt wird, nachdem es beschuldigt wurde, einen Jungen ermordet zu haben, indem es ein Feuer gelegt hat. Im Internat trifft sie Daniel, einen hübschen Jungen, zu dem sie sich hingezogen fühlt und von dem sie glaubt, dass sie ihn schon mal getroffen hat. In dem Buch geht es hauptsächlich um die Dreiecksbeziehung zwischen Luce, Daniel und Cam, einem anderen Jungen in Sword & Cross.
2016 erschien die Verfilmung Fallen – Engelsnacht.

## Handlung
Ein siebzehnjähriges Mädchen namens Lucinda Price (oder Luce) wird zum Sword & Cross Internat geschickt, nachdem es beschuldigt wird, einen Jungen in einem Feuer getötet zu haben. Luce trifft dort auf verschiedene Leute, einschließlich Arrianes und Penns (der Tochter des verstorbenen Gärtners), mit denen sie sich anfreundet, und zweier Jungen, Daniel und Cam. Daniel ist ein rätselhafter, unhöflicher, aber wunderschöner Junge, zu dem sich Luce hingezogen fühlt; während Cam freundlich zu ihr ist.
Cam und Luce gehen auf ein Date außerhalb des Schulgrundstücks. Als sie aber eine Bar betreten, treffen sie auf aggressive betrunkene Männer. Cam besiegt sie mit Leichtigkeit und offenbart seine übermenschliche Kraft. Kurz danach spricht Daniel mit Luce und erklärt ihr, was vor sich geht. Der Großteil der Leute im Internat sind gefallene Engel; Gabbe (ein schönes Mädchen, das sich als Engel Gabriel herausstellt), Arriane und Annabelle (die sich ursprünglich als Arrianes Schwester vorgestellt hat) sind alle auf der Seite Gottes; während Cam, Roland (ein schwarzer Engel, der fürs Schmuggeln bekannt ist) und Molly (ein gepierctes Goth-Mädchen) unter dem Einfluss des Teufels stehen. Daniel muss noch eine Seite wählen. Es stellt sich heraus, dass Daniel verflucht ist, Luce zu lieben. Wenn er emotional zu nah an sie herantritt, geht sie in Flammen auf und stirbt vor ihrem achtzehnten Geburtstag. In diesem Leben jedoch ist sie am Leben geblieben, obwohl er ihr dies offenbart hat und sie sich geküsst haben. Es stellt sich dann heraus, dass Luce in diesem Leben nicht getauft wurde. Wenn sie stirbt, wird sie nicht wiedergeboren werden können.
Es entsteht ein Kampf zwischen den Engeln und der Bibliothekarin des Internats, Miss Sophia, führt Luce und Penn (die einzigen Menschlichen) weg von diesem Kampf. Sobald sie in Sicherheit sind, enthüllt sie, dass sie einer brutalen Sekte angehört, die daran interessiert ist, das Gleichgewicht zwischen Gut und Böse zu stürzen, indem sie Daniel dazu bringt, eine Seite zu wählen. Sie tötet Penn mit einem Messer und versucht, dasselbe mit Luce zu tun. Allerdings wird sie rechtzeitig von Daniel, Arriane und Gabbe aufgehalten. Der Kampf ist vorüber, aber ohne Sieger. Daniel informiert Luce, dass sie in Sicherheit gebracht werden muss, und vertraut sie Mr. Cole an, einem der Lehrer, der über die gefallenen Engel Bescheid weiß. Luce wird in einem Flugzeug weggebracht, nachdem sie ein letztes Mal Daniel geküsst hat und der ihr versprochen hat, dass sie sich bald wiedersehen würden.

## Nachfolger
Die Serie wurde auf vier Bücher ausgelegt. Das zweite Buch, Engelsmorgen (engl. Originaltitel: Torment) wurde am 28. September 2010 veröffentlicht. Das dritte Buch Engelsflammen (engl. Originaltitel: Passion) am 4. Juni 2011. Das vierte und letzte Buch, Engelslicht (engl. Originaltitel: Rapture) ist am 12. Juni 2012 erschienen. Der Roman Engelszeiten (engl. Originaltitel: Fallen In Love) wurde am 24. Januar 2012 publiziert und enthält vier Kurzgeschichten, in denen es um die Hauptfiguren der Serie geht.

## Verfilmung
Ein Film ist seit 2009, als das Buch veröffentlicht wurde, im Gespräch. Lotus Entertainment ist als Produzent verantwortlich für die Adaptation. Scott Hicks ist als Regisseur beteiligt, während Mark Ciardi und Gordon Grey den Film produzierten. Addison Timlin übernahm die weibliche Hauptrolle der Lucinda Price, Jeremy Irvine spielt Daniel Grigori und Harrison Gilbertson übernahm die Rolle des Cameron Briel. Die Dreharbeiten begannen im Februar 2014 in Ungarn. Der Film feierte seine Premiere am 10. November 2016 und lief am 13. Juli 2017 als Fallen – Engelsnacht in Deutschland an.
Am 12. August 2024 wurde eine Serienadaption des Buches unter dem Titel Fallen auf Sky Deutschland veröffentlicht.